# Не называй её небесной
«Не называй её небесной» — романс М. И. Глинки на стихотворение Н. Ф. Павлова. Написан в 1834 году в Москве.

## История
В июне 1834 года Глинка приехал из родного Новоспасского в Москву, где остановился у своего давнего приятеля Н. А. Мельгунова, писателя и литературного критика. В своих «Записках» (1855) композитор вспоминал: «В мезонине жил Павлов (автор впоследствии известных повестей); он дал мне свой романс: „Не называй её небесной“» etc., незадолго им сочинённый, который я положил на музыку при нём же".
Автограф романса не сохранился. Впервые он был опубликован в первой тетради «Романсов и песен М. И. Глинки», которые Мельгунов издавал в Москве в 1834—1836 годах. В 1855 году Глинка оркестровал романс для Д. М. Леоновой (известно, что первоначально он хотел поручить инструментовку Отто Дютшу, однако по причине некоего недоразумения Дютш отказался и Глинка выполнил её сам). Позднее романс был переиздан Ф. Т. Стелловским.

## Общая характеристика
Она безгрешных сновидений

Тебе на ложе не пошлет,

И для небес, как добрый гений,

Твоей души не сбережет;

С ней мир другой, но мир прелестный;

С ней гаснет вера в лучший край…

Не называй ее небесной

И у земли не отнимай!
Форма романса сочетает куплетное построение с трёхчастной структурой. Разнообразие музыкального материала достигается за счёт постоянных вариационных изменений как в вокальной партии, так и в аккомпанементе. М. А. Овчинников, называя романс «гимном земной красоте», отмечает, что тема любви в нём воспевается не в традиционных «патетически-страстных» тонах (они возникают лишь в средней части — «Вглядись в пронзительные очи…» — на фоне взволнованного триольного аккомпанемента), а в «эфирной», полной возвышенных чувств музыке.
Г. А. Ларош относит романс «Не называй её небесной» к «посредственным», видя в нём явные следы итальянского влияния. Известно, однако, что ещё при жизни композитора романс пользовался большой популярностью; так, биограф Глинки С. А. Базунов пишет, что он произвёл фурор и упрочил за Глинкой «славу неподражаемого романсиста».

## Исполнители
Глинка, обладавший хорошим голосом, нередко сам исполнял свои романсы, в том числе и «Не называй её небесной». А. Н. Серов, восхищавшийся его исполнительским мастерством, посвятил целую страницу своих «Воспоминаний о М. И. Глинке» рассказу о том, как Глинка пел именно этот романс. В числе прочего Серов писал: «Это был истинный порыв пылкой влюблённости в чарующую чувственную прелесть женщины. Это было так же тепло и страстно, так же неподражаемо изящно, как колорит в какой-нибудь тициановской Венере».
В числе исполнителей романса в разные годы были Л. Е. Неверов, Н. Л. Дорлиак, Э. Е. Андреева, Ж. Г. Рождественская и др.